# Donja Rovna
Donja Rovna är en ort i Bosnien och Hercegovina.   Den ligger i entiteten Federationen Bosnien och Hercegovina, i den centrala delen av landet, 50 km nordväst om huvudstaden Sarajevo. Donja Rovna ligger 542 meter över havet och antalet invånare är 275.
Terrängen runt Donja Rovna är kuperad åt nordost, men åt sydväst är den bergig.Runt Donja Rovna är det ganska tätbefolkat, med 93 invånare per kvadratkilometer.. Närmaste större samhälle är Zenica, 10,0 km nordost om Donja Rovna. 
I omgivningarna runt Donja Rovna växer i huvudsak blandskog.